# Speedwaymuseum

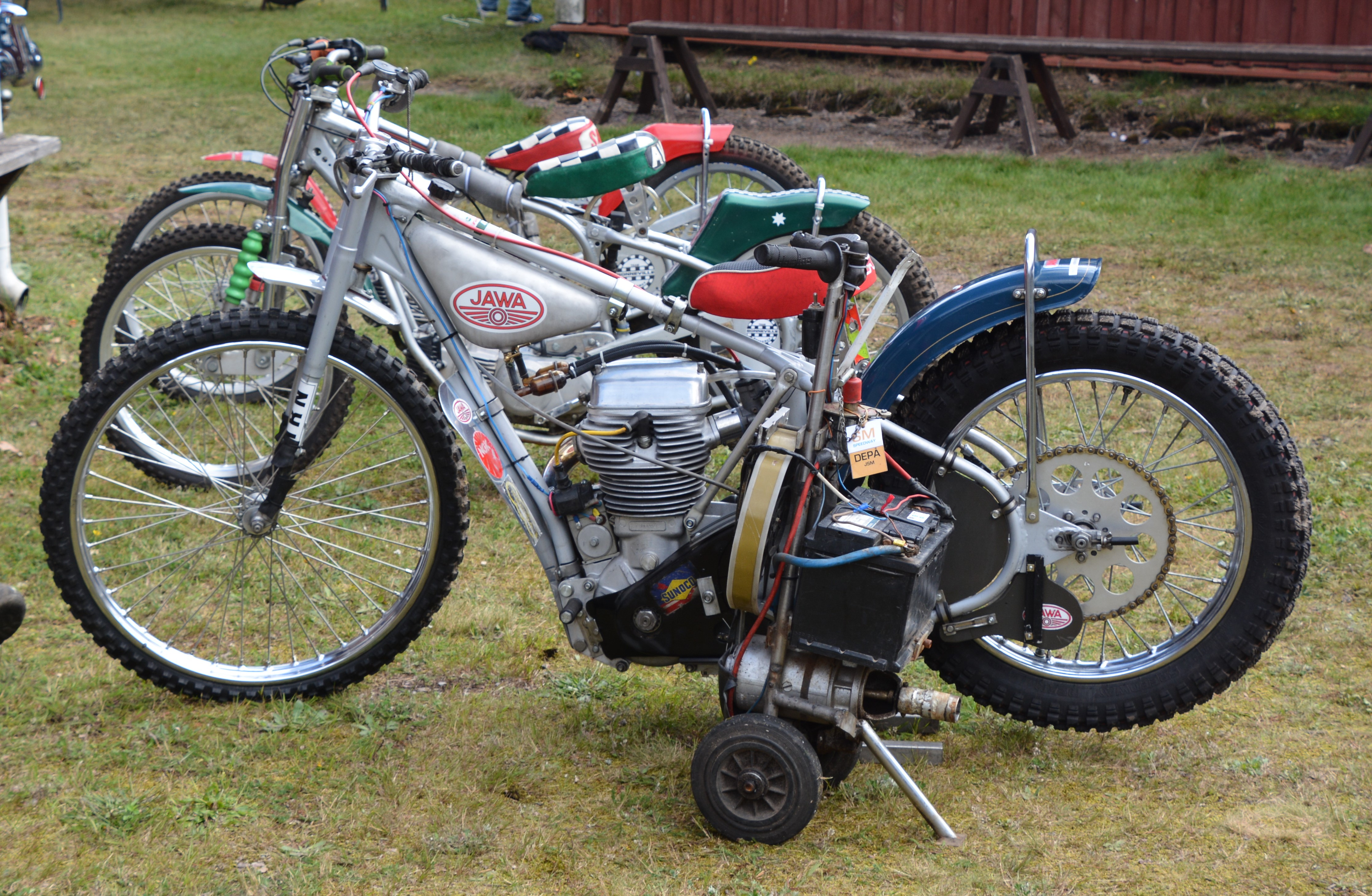
Jawa speedwaymotorcyklar med tändvagn utanför Speedwaymuseum.

Speedwaymuseum är ett fordons- och sportmuseum i Målilla-Gårdveda hembygdspark i Målilla.
Speedwaymuseum drivs av Målilla-Gårdveda hembygdsförening och är inhyst i Målilla Motorklubbs tidigare omklädningshus på 60 kvadratmeter från gamla motorstadium i Målilla. Bredvid huset finns också det tidigare speakertornet. Museet visar framför allt föremål med samband med den lokala speedwayklubben Dackarna, som Hasse Engborgs speedwaycykel Jap Rotrax 500cc från 1948, Tommy Johanssons första speedwaycykel som hans far Henry byggde på 1960-talet samt föremål som har samband  med Rune Sörmander.
Målilla-Gårdveda hembygdsförening har sedan 2005, i samband med GP-tävlingar på Målilla Motorstadion, anordnat Speedwayens dag i hembygdsparken.